# بيارة
ناحية بيارة تابعة لقضاء حلبجة، في محافظة السليمانية في كردستان العراق، وتقع على بعد 6 كم شمال شرق حلبجة، وعلى أرتفاع 3700 قدم عن مستوى سطح البحر، تتمتع منطقة بيارة الجبلية المزدهرة بنمط عمرانها الجميل وبساتينها الغنية وجداولها الصافية وتكية خانقاه (تكيتها) النقشبندية الشهيرة ومدرستها الدينية المهيبة المعروفة، وبجوها المعتدل في أكثر شهور السنة وفي الربيع والخريف تصبح ماوى للسياح. وتعد بيارة مع تابعتها قصبة طويلة المهد الاصيل لنخبة من الشيوخ النقشبنديين الكرام الذين نبغوا في هذه الديار حيث شيدوا هناك تكاياتهم ومساجدهم ومدارسهم الدينية التي استقطبت على الدوام العديد من العلماء الافاضل وطلابهم المجتهدين القادمين من مختلف أرجاء كردستان وجوارها.
وأشتهرت بمدرستها التاريخية القديمة في خانقاه التي تعد واحدة من أبرز مدارس المنطقة في العلوم العقلية والنقلية خلال القرون الأخيرة وهي من أقدم المدارس الإسلامية. ونذكر من هؤلاء الشيوخ المرشدين الذين تحتضن بيارة القسم الاعظم من مزاراتهم؛ الشيخ عثمان سراج الدين الأول (1781- 1867م) الخليفة الأول لفضيلة المرشد مولانا خالد النقشبندي وكلاً من ابنائه واحفاده؛ الشيخ عمر ضياء الدين والشيخ محمد بهاء الدين، الشيخ علاءالدين، الشيخ نجم الدين والشيخ عثمان سراج الدين الثاني، ان المدرسة الموجودة عند خانقاه التي أرساها الشيخ (عمر ضياء الدين) عام (1307هـ) قد أضطلعت منذ تأسيسها (وعلى دأب سابقتها في طويلة) بدورها التربوي والتعليمي المتميز في مجال تدريس وشرح العلوم الإسلامية المختلفة ونشرها وتخريج العشرات من الطلاب النابغين وبضمنهم (على سبيل المثال لا الحصر) العلامة الفقيه الملا عبد الكريم محمد المدرس الذي تكفل لاحقاً وبناء على طلب (الشيخ علاء الدين) منه بمهمة الاشراف على المدرسة المذكورة والتدريس فيها لمدة 24 عاماً (منذ عام 1929) فبلغت في عهده حداً عظيماً من الرقي والازدهار وترسخت مكانتها إلى حد بعيد.